# Tchads demografi
Tchads befolkning taler mere end 100 forskellige sprog og inddeler dem selv ind i mange etniske grupper. Tchads sprog inddeles i ti hovedgrupper, hver hører til enten nilosaharisk, afroasiatiske sprog eller niger-kordofaniske sprog. Disse sprog repræsenterer tre af de fire hovedsprogsfamilier i Afrika; kun Khoisan-sprogene er ikke repræsenterede. Tilstedeværelsen af forskellige sprog anmoder at Tchad-søen må have været et vigtigt sted for udbredelse i ældgamle tider. Over halvparten af tchaderne er muslimer. 

## Religion
Ifølge en folketælling fra 1993 var 54% af tchaderne muslimer, 20% katolikker, 14% protestanter, 10% animister og 3% ateister. Ingen af disse religiøse traditioner er monolittiske. Animisme inkluderer en række varianter af dyrkning af forfædre og steder, med højst specifik udøvelse. Islam udøves, til trods for ortodokse trosopfattelser og ceremonier, på en række forskellige måder. 
Kristendommen ankom til Tchad med franskmændene, og som tchadisk islam er den til dels synkretistisk og har antaget dele af førkristne trosopfattelse. Muslimerne er hovedsagelig koncentreret i det nordlige og østlige Tchad, mens animister og kristne først og fremmest holder til i det sydlige Tchad og i Guéra. Landets grundlov sørger for en sekulær stat og garanterer religionsfrihed. Forskellige religioner eksisterer side om side i Tchad uden problemer.
Folketællingen giver en væsentlig større procentdel katolikker end hvad den katolske kirke selv regner med (11% i 2005). Andelen har været stigende. Forskellen kan tildels skyldes, at folk som er tiltrukket af kristendommen opgiver sig som katolikker uden at de i kirkelig forstand regnes som det. Den katolske kirkes tyngdepunkt er syd i landet, hvor bispedømmerne med størst befolkningsandel katolikker er Moundou (34%) og Goré (25%).

## Demografiske data

### Aldersstruktur
0-14 år: 47.9% (drenge 2,396,393; piger 2,369,261)
15-64 år: 49.3% (mænd 2,355,940; kvinder 2,550,535)
65 år og over: 2.7% (mænd 107,665; kvinder 164,407) (2006)

### Medianalder
Samlet: 16 år
mænd: 15.3 år
kvinder: 16.6 år

### Befolkningstilvækst
2.93% (2006)

### Fødselsrate
45.73 fødsler/1,000 indbyggere (2006)

### Dødsrate
16.38 dødsfald/1,000 indbyggere (2006)

### Nettoindvandring
-0.11 indvandrere/1,000 indbyggere (2006)

### Mænd/Kvinderrate
ved fødsel: 1.04 mænd/kvinder
under 15 år: 1.01 mænd/kvinder
15-64 år: 0.92 mænd/kvinder
65 år og over: 0.66 mænd/kvinder
samlet for befolkningen: 0.96 mænd/kvinder (2006)

### Fødselsdødsfald
samlet: 91.45 dødsfald/1,000 fødsler
mænd: 100.12 dødsfald/1,000 fødsler
kvinder: 82.43 dødsfald/1,000 fødsler (2006)

### Forventet levetid ved fødslen
samlet for befolkningen: 47.52 år
mænd: 45.88 år
kvinder: 49.21 år (2006)

### Fertilitetsrate
6.25 barn pr. kvinde (2006)

### HIV/AIDS
procent smittede:  4.8% (2003)
mennesker med HIV/AIDS: 200,000 (2003)
dødsfald om året: 18.000 (2003)

### Etniske grupper
Arabisk, daza, toubou, zaghawa, kanembou, ouaddai, baguirmi, hadjerai, fulbe, kotoko, hausa, boulala, maba.

### Religion
Muslimer 51%, kristne 35%, animister 7%, andre 7%

### Sprog
Fransk, arabisk, sara og mere end 120 sprog og dialekter.

### Læsefærdigheder
- Wikimedia Commons har flere filer relateret til Tchads demografi

definition: over 15 år kan læse og skrive
samlet for befolkningen: 47.5%
mænd: 56%
kvinder: 39.3% (2003)